# Magia no mundo greco-romano

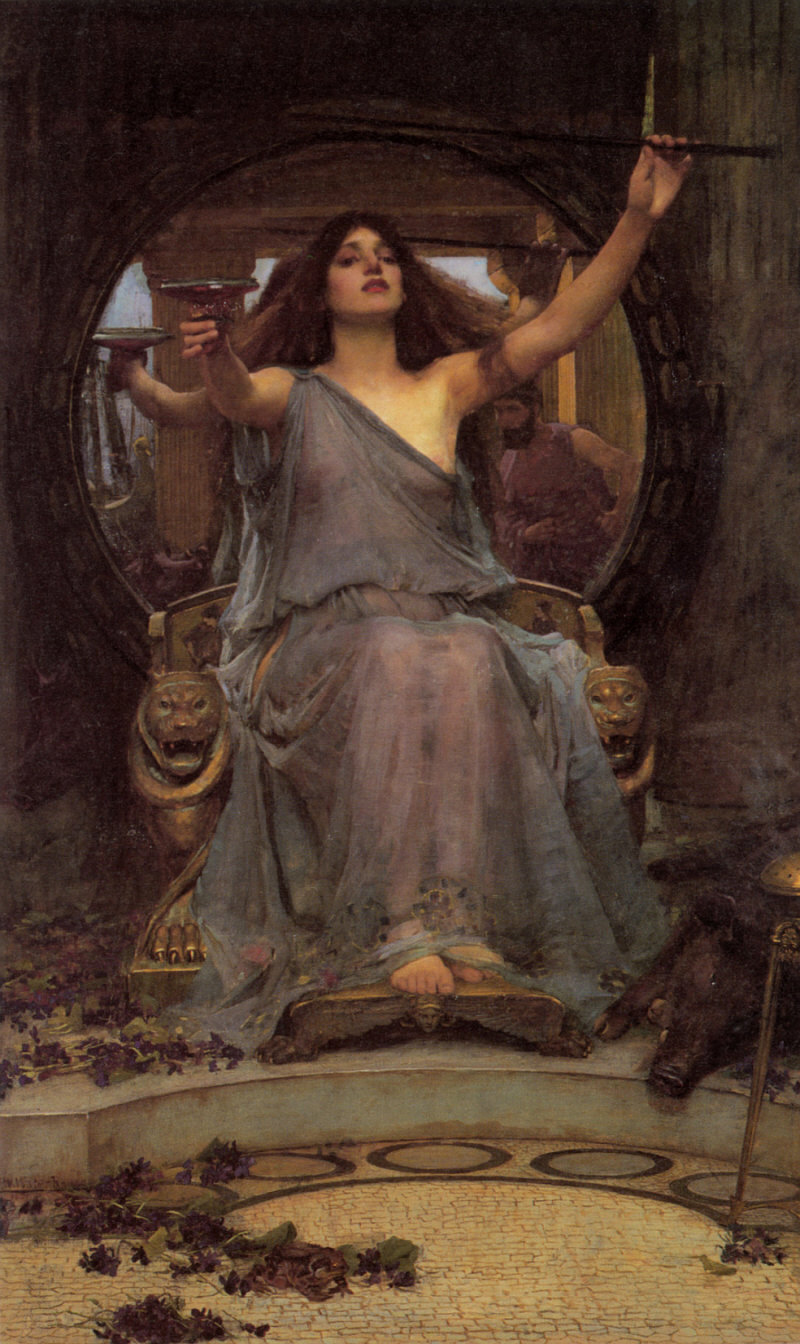
Circe Oferecendo a Taça para Ulisses por John William Waterhouse (1891)

O estudo da magia no mundo greco-romano é um ramo das disciplinas de clássicos, história antiga e estudos religiosos. Na antiguidade clássica, incluindo o mundo helenístico da Grécia e Roma antigas, historiadores e arqueólogos consideram os rituais públicos e privados associados à religião como parte da vida cotidiana. Exemplos desse fenômeno são encontrados em vários templos estatais e de culto, sinagogas judaicas e igrejas. Esses eram centros importantes para os povos antigos, representando uma conexão entre os reinos celestiais (o divino) e os planos terrestres (a morada da humanidade). Este contexto de magia se tornou um estudo acadêmico, especialmente nos últimos vinte anos.

## Terminologia
Pervasivo por todo o Mediterrâneo Oriental e Ásia Ocidental até a antiguidade tardia e além, mágos, "mago" ou "mágico", foi influenciado (e eventualmente deslocou) pelo termo grego goēs (γόης), a palavra mais antiga para um praticante de magia, incluindo astrologia, alquimia e outras formas de conhecimento esotérico. Esta associação foi, por sua vez, o produto do fascínio helenístico pelo (Pseudo‑)Zoroastro, que era visto pelos gregos como o "caldeu", "fundador" dos magos e "inventor" da astrologia e da magia, um significado que ainda sobrevive nas palavras modernas "mágica" e "mágico".
Os autores William Swatos e Peter Kivisto definem magia como "qualquer tentativa de controlar o ambiente ou a si mesmo por meios não testados ou não testáveis, como amuletos ou feitiços".

## Generalidade
Heródoto, Xenofonte, Plutarco usaram "magos" em conexão com suas descrições de crenças ou práticas religiosas (zoroastrianas), a maioria parece ter entendido isso no sentido de "mágico". Consequentemente, os escritores mais céticos também identificaram os "mágicos" – isto é, os magos individuais – como charlatães ou fraudadores. Plínio os pinta de uma forma particularmente ruim.

De acordo com uma fonte, a magia em geral era considerada com pouca estima e condenada por oradores e escritores. Hans Dieter Betz observa queimas de livros em relação a textos tais como os papiros mágicos gregos, quando ele cita Éfeso nos Atos dos Apóstolos (Atos 19:10). E segundo o relato de Suetônio, Augusto ordenou a queima de 2000 papiros mágicos em 13 a.C. Betz afirma:
"Como resultado desses atos de supressão, os mágicos e sua literatura foram para a clandestinidade. Os próprios papiros testificam isso com a admoestação constante e recorrente de manter os livros em segredo. [...] As crenças e práticas religiosas da maioria das pessoas eram idênticas a alguma forma de magia, e as distinções claras que fazemos hoje entre as formas aprovadas e desaprovadas de religião—chamando a primeira de "religião" e "igreja" e a última de "magia" e "culto"—não existia na antiguidade, exceto entre alguns intelectuais. É sabido que filósofos das escolas neopitagórica e neoplatônica, bem como dos grupos gnósticos e herméticos, usavam livros mágicos e, portanto, deviam possuir cópias. Mas a maior parte de seu material desapareceu e o que nos resta são suas citações."
Albrecht Dieterich destacou a importância dos papiros mágicos gregos para o estudo das religiões antigas, pois a maioria dos textos combina várias religiões, egípcia, grega ou judaica, entre outras.
De acordo com Robert Parker, "a magia difere da religião como as ervas daninhas diferem das flores, meramente pela avaliação social negativa"; a magia era frequentemente vista como consistindo em práticas que iam desde superstições tolas até as perversas e perigosas.:122 No entanto, a magia parece ter sido emprestada da religião, adotando cerimônias religiosas e nomes divinos, e ambas às vezes são difíceis de distinguir claramente.:2 A magia é frequentemente diferenciada da religião por ser mais manipuladora do que suplicante às divindades. Alguns ritos religiosos tradicionais se estabeleceram abertamente para restringir os deuses.:3–4 Outros critérios grosseiros às vezes usados para distinguir magia de religião incluem: visar fins egoístas ou imorais; e ser conduzida em sigilo, geralmente para um cliente pagante. Os ritos religiosos, por outro lado, são mais frequentemente direcionados a objetivos elevados, como salvação ou renascimento, e são conduzidos ao aberto para o benefício da comunidade ou de um grupo de seguidores.:3
O ritual religioso tinha o propósito de dar a um deus sua justa honra, ou pedir a intervenção e o favor divino, enquanto a magia é vista como praticada por aqueles que buscam apenas o poder, e muitas vezes realizada com base em uma fundamentação científica falsa.:123, 158 Em última análise, a prática da magia inclui ritos que não desempenham um papel na adoração e, em última análise, são irreligiosos. Associações com este termo tendem a ser um processo evolutivo na literatura antiga, mas, de um modo geral, a magia antiga reflete aspectos de tradições religiosas mais amplas no mundo mediterrâneo, ou seja, uma crença na magia reflete uma crença em divindades, adivinhação e palavras de poder. O conceito de magia, entretanto, passou a representar uma tradição mais coerente e autorreflexiva exemplificada por mágicos que buscavam fundir vários elementos não tradicionais da prática religiosa greco-romana em algo especificamente chamado de magia. Esta fusão de práticas atingiu seu ápice no mundo do Império Romano, nos séculos III a V EC. Thorndike comenta: "A ciência grega no seu melhor não foi manchada pela magia".

Os papiros mágicos que nos restaram para o estudo apresentam mais crenças greco-egípcias do que greco-romanas. Betz observa ainda:
"Nesse sincretismo, a religião indígena do antigo Egito em parte sobreviveu, em parte foi profundamente helenizada. Em sua transformação helenística, a religião egípcia da era pré-helenística parece ter sido reduzida e simplificada, sem dúvida para facilitar sua assimilação à religião helenística como referência cultural predominante. É bastante claro que os mágicos que escreveram e usaram os papiros gregos eram helenísticos em perspectiva. A helenização, no entanto, também inclui a egiptianização das tradições religiosas gregas. Os papiros mágicos gregos contêm muitos exemplos dessas transformações egípcias, que assumem formas muito diferentes em diferentes textos ou camadas de tradição."

## História

### Magia em tempos homéricos
Na literatura grega, a primeira operação mágica que suporta uma definição de magia como uma prática destinada a tentar localizar e controlar as forças secretas (as simpatias e antipatias que constituem essas forças) do mundo (physis φύσις) é encontrada no Livro X da Odisseia (um texto que remonta ao início do século VIII a.C.). O Livro X descreve o encontro do herói central Odisseu com a titã Circe, "Ela que é irmã do mago Aietes, ambos sendo filhos do Sol ... pela mesma mãe, Perse, a filha do Oceano,":X:13 na ilha de Aiaia. Na história, a magia de Circe consiste no uso de uma varinha:X:20 contra Odisseu e seus homens, enquanto a magia de Odisseu consiste no uso de uma erva secreta chamada moly:X:28 (revelada a ele pelo deus Hermes):X:27 para se defender de seu ataque. Na história, três requisitos cruciais para a linguagem de "magia" na literatura posterior são encontrados:
1. O uso de uma ferramenta misteriosa dotada de poderes especiais (a varinha).
2. O uso de uma erva mágica rara.[nota 1]
3. Uma figura divina que revela o segredo do ato mágico (Hermes).

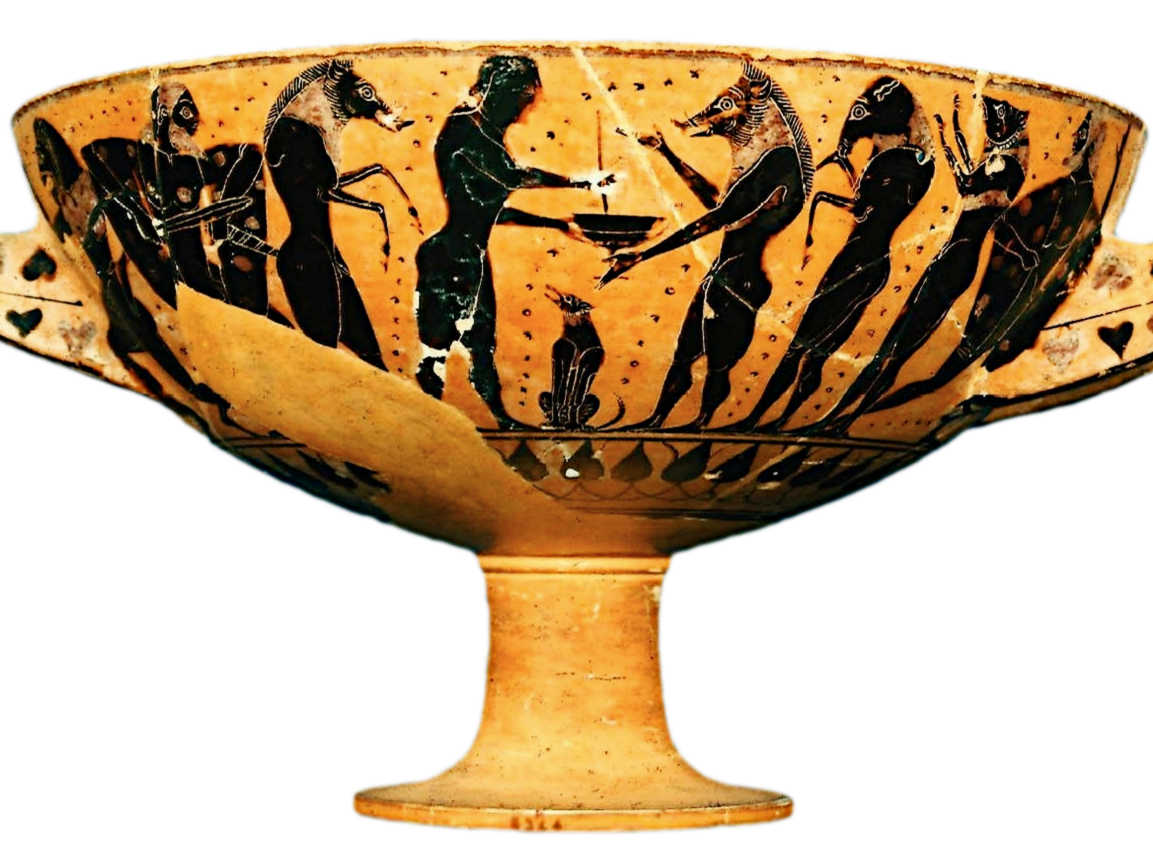
Companheiros de Odisseu, transformados em animais por Circe, recebem poção de antídoto que ela mistura ao centro. Cílice de c.

Estes são os três elementos mais comuns que caracterizam a magia como um sistema nos períodos helenístico e greco-romanos posteriores da história.
Outro elemento importante de definição da magia também é encontrado na história. Circe é apresentada na forma de uma bela mulher (uma sedutora) quando Odisseu a encontra em uma ilha. Nesse encontro, Circe usa sua varinha para transformar os companheiros de Odisseu em porcos. Isso pode sugerir que a magia estava associada (nessa época) a práticas que iam contra a ordem natural, ou contra as forças sábias e boas (Circe é chamada de bruxa por um companheiro de Odisseu).:X:43 Deste modo, é importante notar que Circe é representante de um poder (os Titãs) que havia sido conquistado pelos deuses olímpicos mais jovens, como Zeus, Poseidon e Hades.
Outras passagens na Ilíada e Odisseia incluem curas por drogas e encantamentos, e uma cinta mágica de Afrodite, kestos himas, usada para incitar paixão erótica. De fato, elas são os registros gregos mais antigos que retratam a magia, e a influência de Homero foi tão grande que posteriormente sua figura tornou-se envolta por esse tema: alguns autores atribuíram-no como um poderoso criador de maldições, e versos seus foram usados como encantamentos nos primeiros quatro séculos EC, prática que continuou mesmo até a Idade Média no Império Romano do Ocidente e do Oriente.

### Magia na Grécia Clássica
O século VI a.C. dá origem a referências esparsas de magos (magoi) em ação na Grécia. Muitas dessas referências representam uma conceituação mais positiva de "magia", não apenas negativa como em definições mais modernas. Termos derivados de "mago" (magos, daí mageia), sacerdote persa do zoroastrismo, se difundiram para descrever o anormal e extraordinário na esfera religiosa, o que se contribuiu pelo exotismo da outra cultura. Isso é evidenciado na descrição dos magos em um fragmento de Heráclito e de seus ritos no papiro de Derveni. Sem a distinção moderna de religião e magia, termos ritualísticos eram intercambiáveis e faziam parte de uma mesma esfera. Os conceitos de magos e também de goēs (feiticeiro) confluíam com práticas religiosas de videntes (manteis), purificadores (kathartai) e mendicantes errantes (agyrtai, s. agúrteis), pois estas envolviam a manipulação do divino na adivinhação (mantikē, a mântica, -mancia), oráculos (chresmos), purificações (katharmoi) e encantamentos. Elas eram refletidas em lendas que atribuíam maravilhas a sábios, como Mopso, Melampo, Evênio, Anfiarau, Calcas. Especialistas itinerantes em rituais, também exóticos, foram depois associados a magos por Heráclito, e incluíram-se figuras carismáticas, curandeiros e milagreiros (thaumaturgoi, taumaturgos) como Ábaris, Aristeias de Proconeso, Empédocles e Epimênides, estes dois últimos considerados por Apuleio como entre os magos; em torno desses, surgiram histórias de prodígios como curas, controle de forças naturais, vôo da alma, bilocação, comunicação com os mortos (psicagogia) e apoteose.
O sobrenatural é manifestamente vinculado ao nome dos magos persas na peça Helena de Eurípides, quando o desaparecimento de Helena é sugerido ter ocorrido "através de drogas, a arte dos magos ou o ataque secreto dos deuses". Outros termos gregos empregados eram epodos para encantadores (originalmente algum cantor ritualístico, não necessariamente mágico), e planoi e thaumatopoioi para ilusionistas e conjuradores; na visão de mundo grega desde Homero, a ação mágica tem sua eficácia psicológica na forma de thélxis, charme, como associada às Musas ou ao amor, por exemplo.
Porém, as evidências apontam que desde o início os gregos antigos distinguiam as "práticas mágicas" como não oficiais, os atributos de magos e goēs como impios e até maléficos, sendo esses termos usados como insulto, enquanto concediam aos mantis o maior status. Assim é que Sófocles, em seu Édipo Rei, enfatizou que Tirésias era magos, não mantis, representando pejorativamente o vidente. No tratado anônimo Da Doença Sagrada, purificações e "magiē" são vistas junto da prática de charlatões (alázones) e inferiores ao sistema médico hipocrático nele proposto. Houve ainda associação com seguidores de mistérios, tal como os dionisíacos, o que é visto num primeiro relato por Heráclito, o qual acusou os magos de que seus "ritos sagrados praticados entre os homens são celebrados de maneira profana"; isso também gerou associação posterior do termo aos ritos órficos, que sincretizaram com a mitologia de Dioniso.
Górgias utiliza ambos os termos mageia e goēteia para se refir ao poder de persuasão da arte retórica. Em relação aos magos persas propriamente, houve reverência posterior. Platão usa o termo mageia no Alcibíades I, pela primeira vez de forma positiva em seus diálogos, para se referir à piedade e adoração dos sacerdotes persas, reverenciando-os entre os mais sábios em sua educação e justiça. Historiadores e peripatéticos tinham-nos em boa estima. Aristóteles afirma na Metafísica que os magos tinham como primeiro princípio o Bem, e Dínon nega que eles praticassem "magia negra" (goetiken mageian).
Por outro lado, a distinção positiva ou negativa era por vezes situacional, conforme uma agenda, e mudava em cada período e local. Se de início chamar-se de "mago" poderia impressionar pelo exotismo, discursos sobre o "magismo" foram também usados para marginalização, vinculando-lhe conotação negativa às acusações de charlatanismo ou práticas religiosas desaprovadas. Assim, em defesa da filosofia, Platão também em A República denunciava a arte dos maus magoi e, em Leis 909b, propunha decretar prisão perpétua para quem "prometesse persuadir os deuses enfeitiçando-os (goēteuontes) por meio de sacrifícios, orações e encantos", além de que defendeu condenar a pena de morte qualquer mantis que tentasse ferir alguém por meio de feitiços e encantamentos (933d-e). Igualmente desaprovava os agyrteis e thusiaoi, pois considerava a teologia deles errada, já que não seria possível compelir a divindade a atos maus. Mas, apesar de identificar ocasionalmente os mágicos como maléficos, no Banquete (202e) Platão concedeu, no entanto, que há uma medida de eficácia em que são realizados prodígios em função de Eros. Assim, Diotima afirma no diálogo que "É através dele [Eros] que opera toda a technē do vidente (mantis), e dos sacerdotes, e dos que se ocupam de sacrifícios, ritos e encantamentos (epōidai), e tudo o que tem a ver com o vidente e com magia (goēteia)". É descrito ainda (203d) que Eros "filosofa através de sua vida, um feiticeiro esperto (deinos goēs), bruxo (pharmakeus) e sofista", repetindo um sentido também recorrente em outros diálogos, utilizado por Górgias, de que a sofística encanta, mas pode iludir com truques. Nessa mesma dicotomia, Aristóteles, nos fragmentos de sua obra perdida Magikós ("Sobre os magos"), distinguia os magos persas "bons" dos goēs "maus", e atesta: "os magos persas não usam mageia".

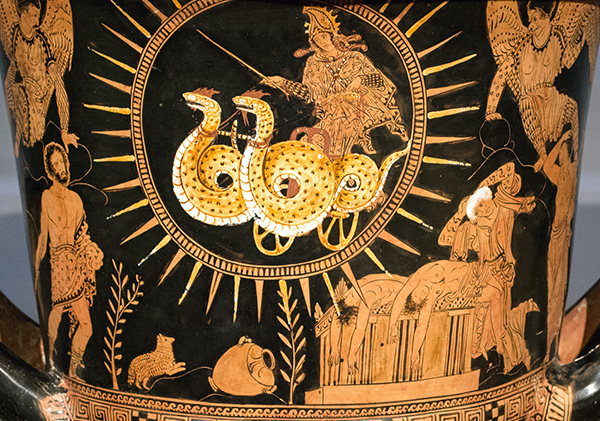
Medeia Escapando de Jasão em uma Carruagem de Dragão. Cratera cálice lucaniana (c.)

Havia também no mundo antigo mais associação da magia ao feminino do que aos homens, pela figura das sacerdotisas. Regionalmente, existia um tema das "bruxas" tessálias, conhecidas como pharmakides, pela manipulação de ervas, phármaka. Elas foram citadas em obras de Aristófanes e Sófocles. Nos fragmentos da peça de Sófocles Rhyzotomoi, literalmente "Cortadoras de Raiz", figura-se provavelmente Medeia como uma proto-bruxa, cercada por um coro de pharmakides da Tessália. Na narrativa, as mulheres cortam raízes para extrair um suco "de brilho escuro" e "nublado com branco" da Lua, ao mesmo tempo que lamuriam e cantam invocando a Hécate Enódia, "da estrada", um sincretismo com a deusa tessália que recebia sacrifício nas encruzilhadas. Além de usos medicinais ou até mesmo letais dessas phármaka, há menção até mesmo de philtra, poções do amor.

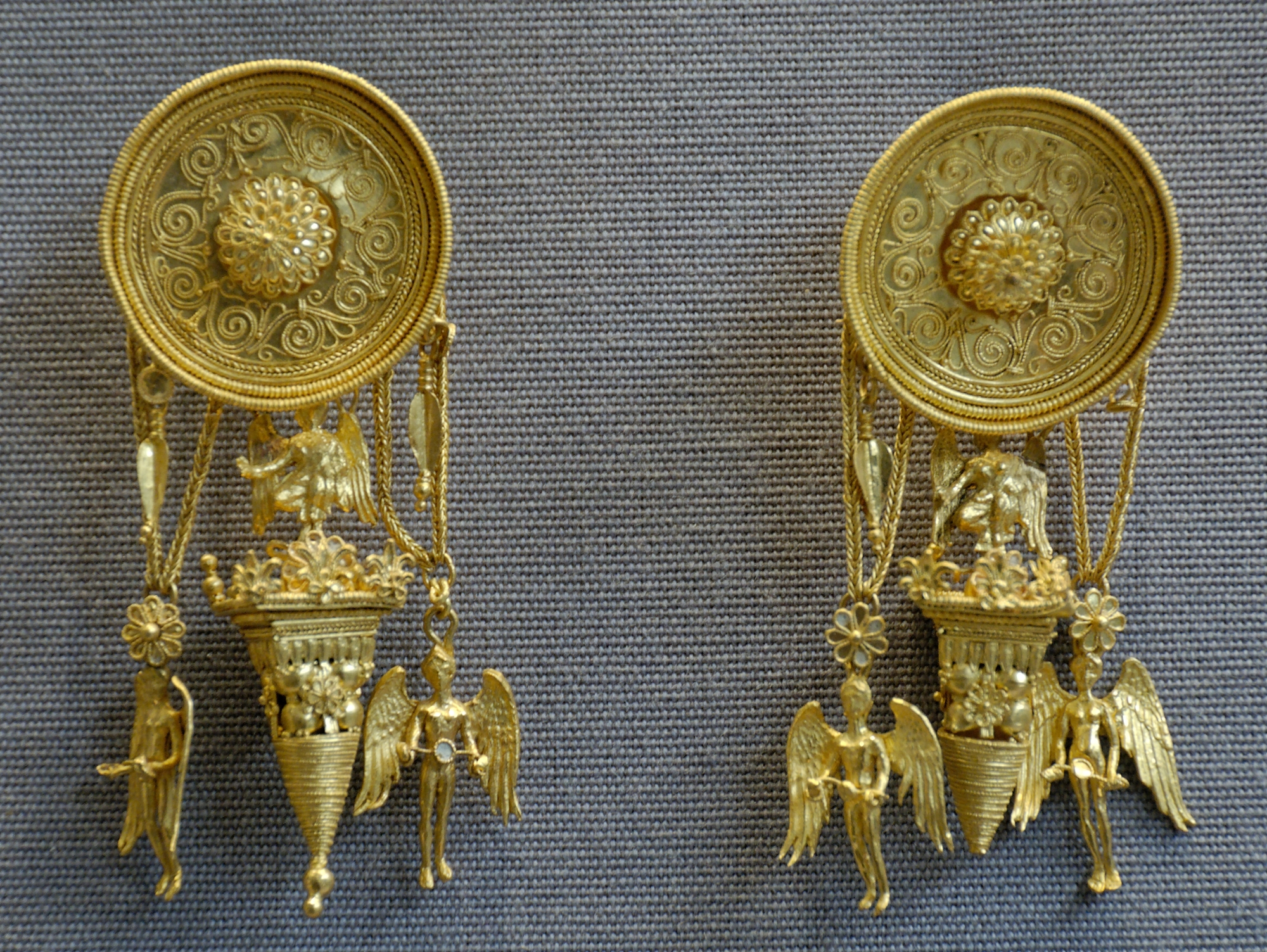
Par de brincos de ouro com figuras de Eros pendentes carregando iinges entre as mãos e a deusa Nice alada ao topo no centro

Píndaro, na Quarta Pítica, conta a história dos argonautas e afirma que Afrodite dotou Jasão de feitiços de ligação, ensinando-lhe encantamentos. Isso o torna um herói cultural que teria introduzido a magia erótica à humanidade, bem como inaugurador desses ritos verbais e do uso do iinge como instrumento, ou iunx/iinx/iunge (íygx), uma roda de metal que, ligada a duas cordas, faz um som estridente. Mais tarde, Pselo afirma que teurgistas usaram tipos de iinges que ele referiu como "roda de Hécate". Tinham formato semelhante a fusaiolas de fiandeiras.

Platão, em Leis 932e, distingue dois tipos de envenenamentos: um pela manipulação de forma natural, "segundo a natureza", mas que também havia por meios mágicos:
"Distinto disso é o tipo que, por meio de feitiços (magganeiai) e encantamentos (epodai) e amarrações/ligaduras (katádesis), como são chamados, não apenas convence aqueles que tentam causar ferimentos de que eles realmente podem fazê-lo, mas também convence suas vítimas de que certamente estão sendo feridos por aqueles que possuem o poder de feitiço."
Dentre os mais famosos gregos dos alcunhados como "magoi", entre Homero e o período helenístico, estão as figuras de Orfeu, Pitágoras e Empédocles.

#### Orfeu
Orfeu é uma figura mítica, que se diz ter vivido na Trácia "uma geração antes de Homero" (embora na verdade seja representado em cerâmicas do século V em trajes gregos). Orfismo, ou os Mistérios Órficos, também parece ter sido central para as personagens de Pitágoras e Empédocles, que viveram nos séculos VI e V a.C. Píndaro, na Quarta Pítica, descreveu Orfeu como "o... pai das canções". Ésquilo (o dramaturgo grego) mais tarde o descreve como aquele que "arrastava todas as coisas pelo êxtase de sua voz", isso sugere a crença na eficácia da música e da voz na magia. Repercutirá ainda nas Argonáuticas de Apolônio, em que Orfeu assume o papel de ajudar Jasão, e os efeitos de sua música encantadora são vistos em árvores que ele moveu de um lugar a outro e ao salvar os argonautas do perigo e cessar conflitos, através da harmonia ao tocar seu fórminx. Orfeu certamente está associado a muitos feitos: o mais famoso talvez seja sua descida ao submundo (catábase) para trazer de volta sua esposa, Eurídice. As ações de Orfeu geralmente não são condenadas ou faladas negativamente. Isso sugere que algumas formas de magia eram mais aceitáveis. Na verdade, o termo aplicado a Orfeu para separá-lo, presumivelmente, dos magos de má reputação é theios aner ou "homem divino".:34
Nessa distinção negativa, o autor do papiro de Derveni, por exemplo, reivindica autoridade a suas práticas telésticas denominando-se como um mystai seguidor de Orfeu, enquanto afirma que isso é superior aos rituais dos magoi, provavelmente referindo-se aos sacerdotes zoroastrianos persas para o público. Ele afirma que os magos, em libações noturnas, afastavam os "daemones impedidores" da ascensão da alma ao Céu, o que talvez seja uma menção aos daevas.

#### Pitágoras

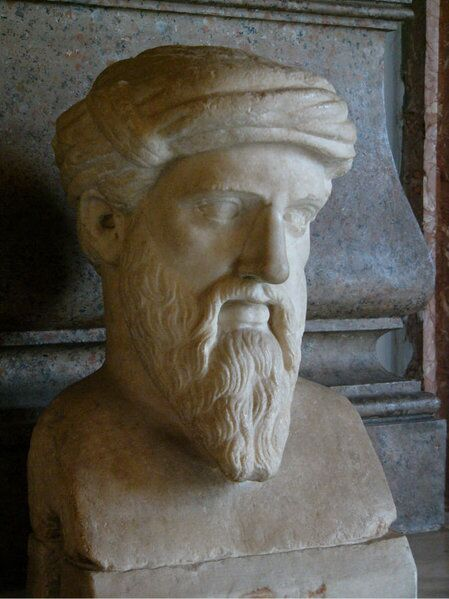
Pitágoras de Samos

Poderes mágicos também foram atribuídos ao famoso matemático e filósofo Pitágoras (c. 570–495 a.C.), conforme registrado nos dias de Aristóteles, e acadêmicos contemporâneos associam também sua semelhança de atributos ao xamanismo. As tradições relativas a Pitágoras são um tanto complicadas porque o número de biografias (Vitae) que sobrevivem são frequentemente contraditórios em sua interpretação da figura de Pitágoras.
Alguns dos atos mágicos atribuídos a ele incluem:
1. Ser visto no mesmo horário em duas cidades.
2. Uma águia branca permitindo que ele a acariciasse.
3. Um rio saudando-o com as palavras "Salve, Pitágoras!"
4. Prever que um homem morto seria encontrado em um navio entrando em um porto.
5. Prever a aparição de um urso branco e declarando que ele estava morto antes que o mensageiro o alcançasse com a notícia.
6. Morder uma cobra venenosa até a morte (ou, em algumas versões, expulsar uma cobra de uma aldeia). Essas histórias também sugerem Pitágoras sendo uma dessas figuras do "homem divino", theios aner, sua capacidade de controlar os animais e de transcender o espaço e o tempo, mostrando que foi tocado pelos deuses.

#### Empédocles
Empédocles (c. 490–c. 430 AEC) também atribuiu a si próprio poderes maravilhosos associados a mágicos posteriores: isto é, que ele era capaz de curar os enfermos, rejuvenescer os velhos, influenciar o clima e invocar os mortos.:XXXVI:27 E. R. Dodds em seu livro de 1951, Os Gregos e o Irracional, argumentou que Empédocles era uma combinação de poeta, mago, professor e cientista.:42 Dodds argumentou que, uma vez que muito do conhecimento adquirido de indivíduos como Pitágoras ou Empédocles era um tanto misterioso mesmo para aqueles com uma educação rudimentar, ele poderia estar associado à magia ou pelo menos ao aprendizado de um magos.:145–46 Entretanto, Empédocles chamava a si mesmo de um "deus" (theos) encarnado.
"Ó amigos, que morais na grande cidade da xântica Acragas, na parte mais alta da cidade, cuidando das boas ações, eu vos saúdo. Sou um deus divino para vós, não mais mortal, ando em volta honrado por todos, como é cabido, coroado com fitas e guirlandas festivas. Sou reverenciado por todos que encontro ao chegar a cidades prósperas, homens e mulheres. Eles me seguem em um número incontável, pedindo um atalho para lucrar, alguns ansiosos por adivinhação, alguns por doenças de todos os tipos buscando ouvir um oráculo de cura, por muito tempo tendo sido pungidos pela dor."
Diógenes Laércio afirma que Sátiro, o Peripatético, fez uma citação integral de uma declaração por Górgias (o qual teria sido discípulo de Empédocles) de que ele próprio presenciou "feitos mágicos" de seu mestre. Sobre isso, ele reproduz um fragmento do poema Purificações:
"Tu aprenderás todas as drogas que são uma defesa para afastar os males e a velhice, pois só por ti devo fazer tudo isso. Tu deves deter a violência dos ventos incansáveis que se levantam e varrem a terra, devastando os campos de milho com suas rajadas; e novamente, se quiseres, deves chamar de volta os ventos em retribuição. Farás depois da chuva escura uma seca sazonal para os homens e, novamente, após a seca de verão, farás com que riachos que nutrem árvores sejam derramados do céu. Trarás de volta do Hades a força de um homem morto"

### Magia no período helenístico
O período helenístico (aproximadamente os últimos três séculos antes de Cristo) é caracterizado por um ávido interesse pela magia, embora isso possa ser simplesmente porque desse período permanece uma maior abundância de textos, tanto literários quanto de praticantes reais, em grego e em latim. Na verdade, muitos dos papiros mágicos existentes foram escritos nos primeiros séculos da Era Comum, mas seus conceitos, fórmulas e rituais refletem o período helenístico anterior, ou seja, uma época em que a sistematização da magia no mundo greco-romano parece ter acontecido—particularmente no 'caldeirão' de várias culturas que foi o Egito sob o Reino de Ptolomeu e sob Roma.
A ascensão do cristianismo no século V teve muito a ver com isso. Isso é refletido nos Atos dos Apóstolos na passagem em que Paulo, o Apóstolo, convence muitos efésios a trazerem seus livros mágicos e queimá-los. A linguagem dos papiros mágicos reflete vários níveis de habilidade literária, mas geralmente eles estão em grego padrão e, na verdade, podem estar mais próximos da linguagem falada da época do que da poesia ou prosa artística deixada para nós em textos literários. Muitos termos são emprestados, nos papiros, ao que parece, dos cultos de mistério; assim, as fórmulas mágicas às vezes são chamadas teletai (literalmente, "celebração dos mistérios"), ou o próprio mago é chamado de mistagogo (o sacerdote que conduz os candidatos à iniciação).:23ff. Muito da tradição judaica e alguns dos nomes de Deus também aparecem nos papiros mágicos. Jao para Javé, Sabaote e Adonai aparecem com bastante frequência, por exemplo.
Segundo Georg Luck, os textos dos papiros mágicos gregos são frequentemente escritos da mesma forma que poderíamos escrever uma receita: "Pegue os olhos de um morcego ...", por exemplo. Gestos apropriados e encantamentos, em certos pontos do ritual mágico, são necessários para acompanhar os ingredientes, e afirma-se que produzem vários efeitos, como revelar sonhos, enviar daemones para prejudicar os inimigos, acabar com o casamento de alguém ou matar alguém por insônia.
Este aspecto negativo autodeclarado da magia (ao contrário de outros grupos que definem a prática de alguém como negativa, mesmo se esse alguém não afirmar isso) é encontrado em várias 'tábuas de maldição' (defixiones, tabellae defixionum) deixadas para nós pelo mundo greco-romano. O termo defixio é derivado do verbo latino defigere, que significa literalmente "fixar abaixo", associado à ideia de entregar alguém aos poderes do submundo. Também era possível amaldiçoar um inimigo por meio de uma palavra falada, seja em sua presença ou pelas costas. Mas devido ao número de tábuas de maldição que foram encontradas, parece que esse tipo de magia foi considerado mais eficaz. O processo envolvia escrever o nome da vítima em uma folha fina de chumbo junto com fórmulas mágicas ou símbolos variados, em seguida, enterrando-se a placa dentro ou perto de uma tumba, um local de execução ou um campo de batalha, para dar aos espíritos dos mortos poder sobre a vítima. Às vezes, as tábuas de maldição eram até transfixadas com vários itens – como pregos, que se acreditava adicionar potência mágica. Essas condutas eram vistas como uma infração e realizadas de maneira oculta e anônima, não publicamente. É provável que a prática tenha se difundido a partir de influências do Oriente Próximo, em rotas de transmissão como a migração de itinerantes.

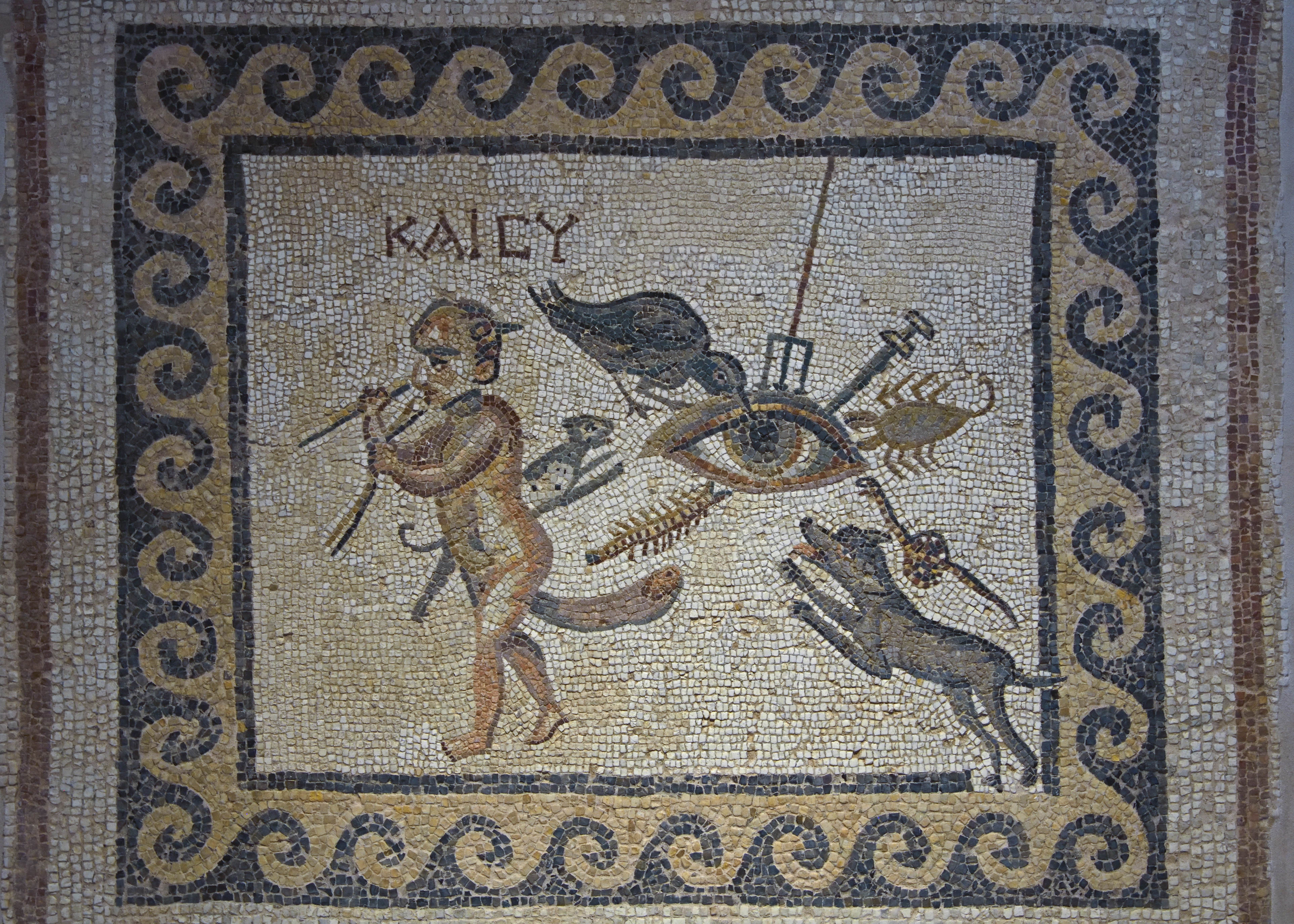
Mosaico romano da "Casa do Mau-Olhado" (século II a.C., Antioquia). Um mau-olhado rodeado de um anão itifálico e imagens de sorte para dissipar Inveja (Ftono). A escrita KAI SU ("e tu") significando "e tu também te regozijas"

A técnica da magia maléfica adentrou como um fator considerável no discurso de pedidos de intervenção divina. Por exemplo na década do ano 160, o oráculo de Apolo em Claros prescreveu que a deusa Ártemis anularia os efeitos de uma praga, a qual atribuíra às artes de um mago: "Ela perdoará vossas misérias e dissolverá os pharmaka mortíferos da pestilência em se derretendo com suas tochas porta-chamas, em fogo noturno, os bonecos de cera amassada, os sinais maléficos da arte do magos.
Para a maioria dos atos ou rituais mágicos, existiam ritos apotropaicos ou mágicas para combater os efeitos. Os amuletos eram uma das proteções (ou contramagias) mais comuns usadas no mundo greco-romano como proteção contra coisas terríveis como maldições e o mau-olhado, que eram vistas como muito reais pela maioria de seus habitantes.:XXVIII:38, XXIX:66, XXX:138 Um exemplo literário famoso de mau-olhado está nas Argonáuticas, em que, por meio dele, Medeia derrota o autômato Talos:
"Lá, com feitiços ela invocou, e aplacou, os espíritos da morte,

aqueles comedores de vida, cães do inferno velozes, que por todo nosso redor
circundam o ar, para atacar criaturas vivas.
Três vezes ora em suplicação, ela suplicou-lhes com feitiços,
três vezes com orações, e então endureceu sua vontade com malícia,
e com estranho olhar hostil enfeitiçou a visão do brônzeo Talos,
dentes rangendo em ira, cheia de ódio contra ele, enquanto sua veemente

fúria assaltava-o com alucinações mortais."

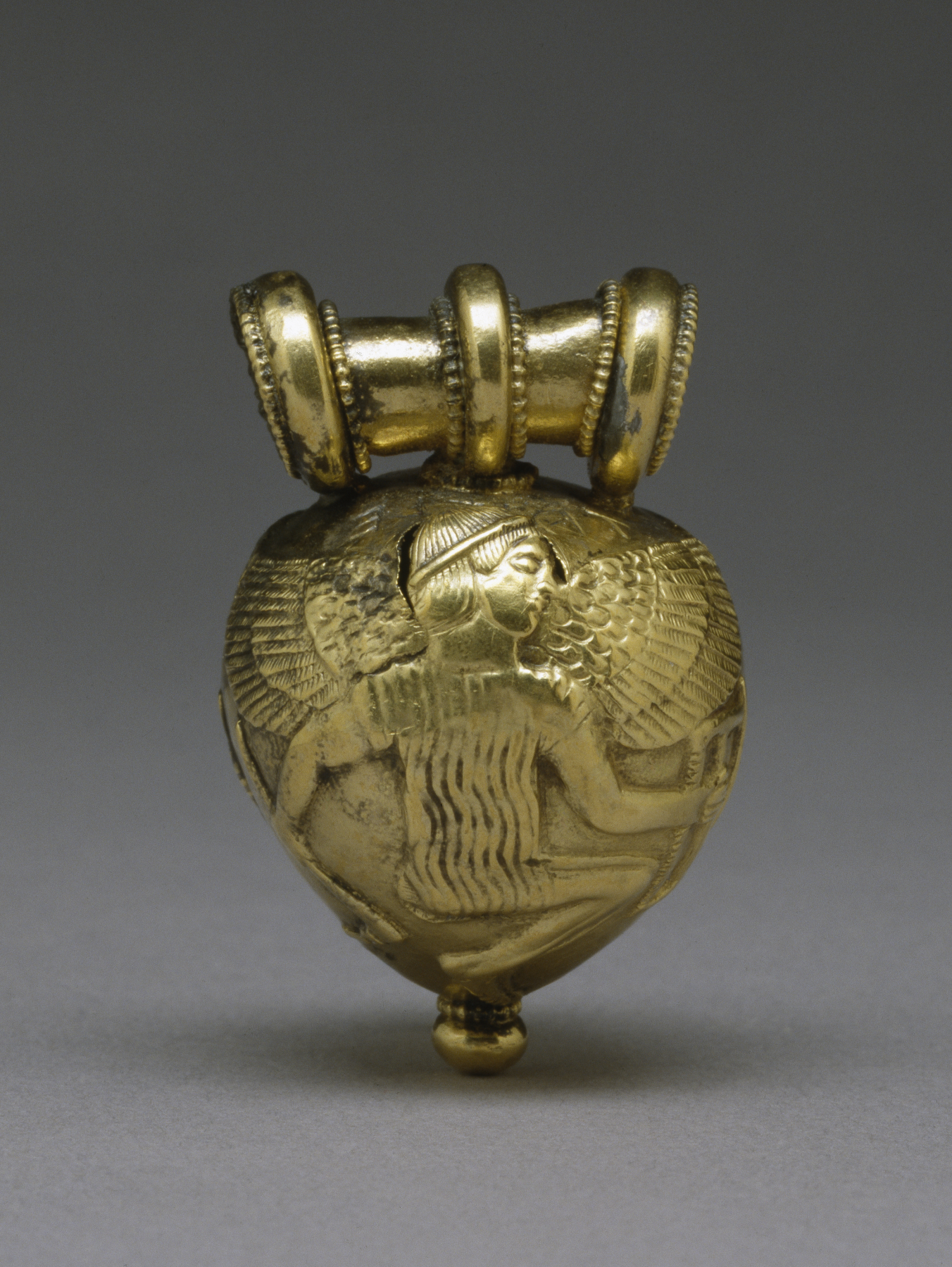
Bula etrusca representando Ícaro. Esse tipo de amuleto foi também adotado pelos romanos, os garotos usavam até a maioridade para proteção

Embora os amuletos muitas vezes fossem feitos de materiais baratos, acreditava-se que as pedras preciosas tinham uma eficácia especial. Muitos milhares de joias esculpidas foram encontradas que claramente tinham uma função mágica em vez de ornamental. Os amuletos também eram feitos de material orgânico, como besouros. Amuletos eram um tipo de magia muito difundido, por causa do medo de outros tipos de magia, como maldições, serem usadas contra si mesmo. Assim, os amuletos eram, na verdade, muitas vezes uma mistura de várias fórmulas de elementos babilônicos, egípcios e gregos que provavelmente eram empregados por pessoas da maior parte das afiliações para proteger contra outras formas de magia. Amuletos são frequentemente formas abreviadas das fórmulas encontradas nos papiros mágicos existentes.
Ferramentas mágicas eram, portanto, muito comuns em rituais mágicos. As ferramentas eram provavelmente tão importantes quanto os feitiços e encantamentos que eram repetidos para cada ritual mágico. Um kit de mágico, provavelmente datado do século III, foi descoberto nas ruínas da antiga cidade de Pérgamo, na Anatólia, e fornece evidências diretas disso. A descoberta consistia em uma mesa e base de bronze cobertas com símbolos, um prato (também decorado com símbolos), um grande prego de bronze com letras inscritas em seus lados planos, dois anéis de bronze e três pedras pretas polidas com os nomes de poderes sobrenaturais.
A técnica, os artesanatos, como a metalurgia, eram enredados na mitologia antiga e também foram vistos como arte mágica. No século V a.C., o termo goetes foi usado em uma das primeiras ocorrências para os dáctilos ideanos da Frígia no poema Phoronis, como inventores do trabalho do ferro. Essa imagem perdurou nas histórias da era helenística, Diodoro Sículo e Estrabão atribuíram aos telquines, demônios marinhos míticos, o controle do clima, pois teriam envenenado o solo de Rodes e criavam tempestades e raios, em vingança à perda de suas habilidades manuais; foram chamados de goetes e "maus-olhadores" (baskanoí) por Estrabão, e Diodoro os associou aos magos, pelo que faziam "magia do clima". Por outro lado, "telquines" pode ter sido o nome dado aos nativos de Rodes que tinham a fama de ser ferreiros, mas foram deslocados pelos argivos colonos, o que deve ter associado aos primeiros a fama de que eram invejosos e vingativos em resistência. Píndaro já antes na Sétima Ode Olímpica lhes atribuía a criação de estátuas animadas na ilha, autômatos, como se fossem máquinas vivas que seriam vistas como mágicas; porém, ele louva a engenhosidade dos nativos ao afirmar que nelas não havia truque, mas sabedoria: "As avenidas deles portavam obras que pareciam respirar e se mover em percursos, e sua glória foi exaltada, pois mesmo em sua mestria, astúcia superior não tem dolo".

## Tradição judaica
A tradição judaica também tentou definir certas práticas como "mágica". Alguns professores talmúdicos (e muitos gregos e romanos) consideravam Jesus um mágico, e livros mágicos como o Testamento de Salomão e o Oitavo Livro de Moisés foram atribuídos a Salomão e Moisés na antiguidade.:57 A Sabedoria de Salomão, um livro considerado apócrifo por muitos judeus e cristãos contemporâneos (provavelmente composto no século I a.C.) afirma que
Deus ... me deu o verdadeiro conhecimento das coisas, como elas são: uma compreensão da estrutura do mundo e a maneira como os elementos funcionam, o início e o fim das eras e o que está entre... os ciclos dos anos e das constelações... os pensamentos dos homens... o poder dos espíritos... a virtude das raízes... Eu aprendi tudo, secreto ou manifesto.:58
Assim, Salomão era visto como o maior cientista, mas também o maior ocultista de seu tempo, culto em astrologia, magia de plantas, demonologia, adivinhação e physika (φυσική "ciência natural").:58 Esses são os objetivos centrais da magia como uma tradição independente – conhecimento, poder e controle dos mistérios do cosmos. Esses objetivos podem ser vistos de forma negativa ou positiva por autores antigos. O historiador judeu Flávio Josefo, por exemplo, escreve que: “Deus deu a ele [Salomão] conhecimento da arte que é usada contra demônios, a fim de curar e beneficiar os homens”. Em outro lugar, entretanto, "houve um falso profeta egípcio [um mágico] que fez mais mal aos judeus ... pois ele era um trapaceiro". Fílon considerava que existia uma "magia verdadeira" (alethe magike), a ciência visual (óptike epistéme) da observação do mundo natural e formulação de conceitos corretos, enquanto a falsa magia era usada por prestidigitadores itinerantes que enganam a multidão.

## Autores romanos
O mágico está impregnado na literatura latina clássica, as antigas imagens fantásticas foram adotadas na mitologia greco-romana e transformadas em novas criações, em Horácio, Virgílio, Lucano, Sêneca, Ovídio.

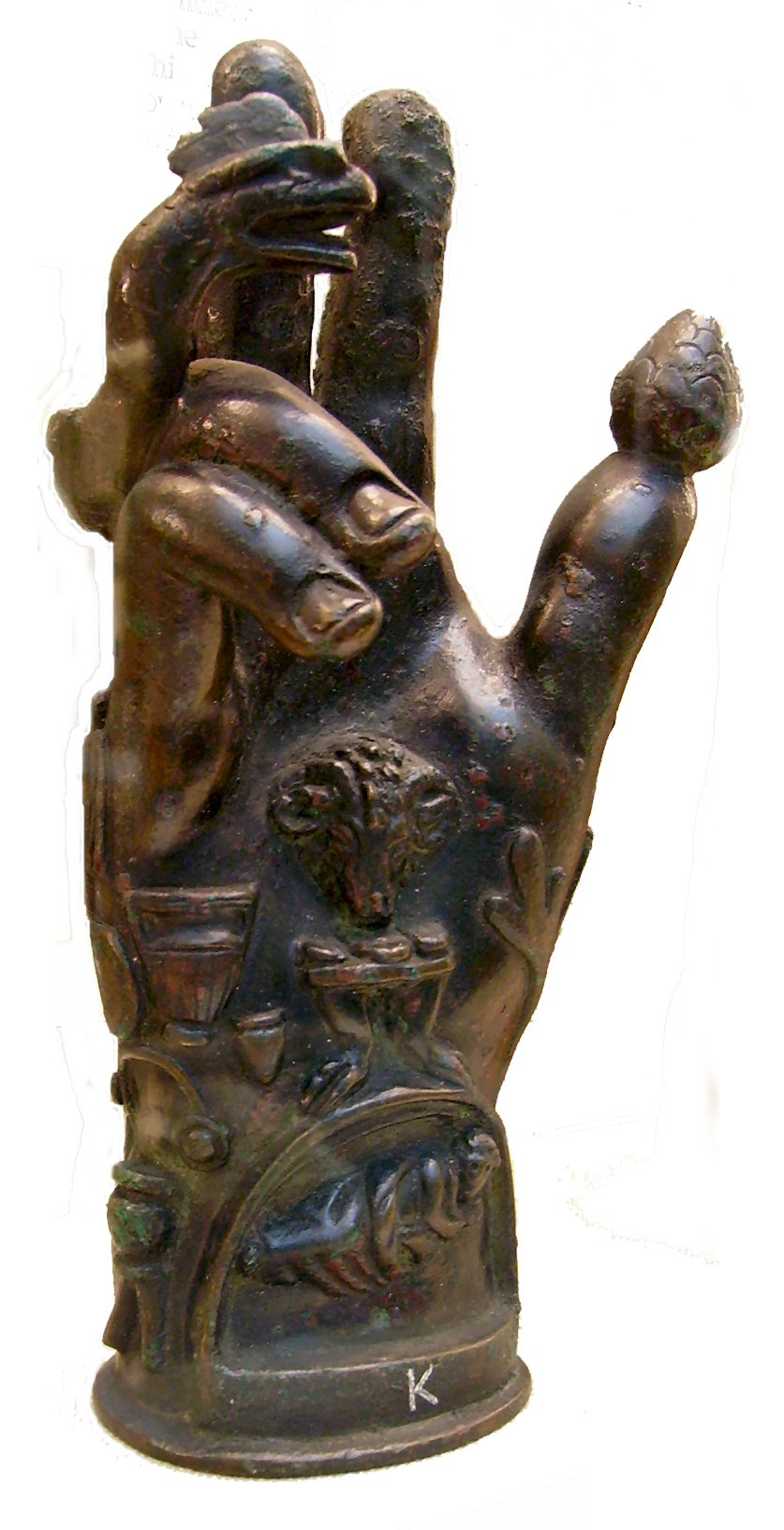
Mão de Sabázio em bronze, usada em cultos por romanos (século I-II)

Por outro lado, a prática da magia foi crescentemente vista como ilícita e sofreu proibições até o fim do Império Romano. Segundo Plínio, o Velho (23/24–79 EC), as Doze Tábuas (século V a.C.) já proibiam na República realizar mau encantamento (mala carmen) contra alguém e contra plantações, com intuito de fazê-las desaparecer e atrair as colheitas do vizinho para seus campos; ele relata ainda que, sob essa lei, houve em 157 a.C. o julgamento real do caso de um homem acusado de magia (veneficia) por suas colheitas abundantes, mas que foi absolvido quando ele mostrou que era resultado de trabalho árduo ao mostrar seus implementos agrícolas—touros e ferramentas de ferro robustos, enxadões e arados, dos quais afirmou: "essas são minhas veneficia".:XVIII:41–43 Já Cícero afirma que essas leis eram direcionadas, na verdade, contra difamações, se as palavras prejudicassem, independentemente se por encantamentos mágicos ou não. Em seu livro Da Adivinhação, ele questiona as superstições e oráculos, e atacou a doutrina dos estoicos que tentava explicar previsões sobrenaturais. Na oração Contra Vatínio, Cícero rechaçou o oponente acusando-o de impiedade e corrupção em práticas sugestivas de magia e que iam contra os auspícios oficiais; ele atribui-lhe a realização de "ritos inauditos e nefários", e que conjurava mortos e aplacava manes com entranhas de jovens garotos.
Os caldeus continuaram estereotipados, e, segundo Valério Máximo, ocorreu a expulsão deles de Roma e de toda Itália, juntamente com o banimento de judeus, em 139 a.C.: o pretor Gneu Cornélio Hispano teria emitido um édito com o motivo de que trapaceavam pessoas crédulas com falsas profecias e extorquiam seu dinheiro. A Lex Cornelia de sicarii et veneficiis de 81 a.C. proibia o uso maléfico de "venena" em geral, substâncias naturais ou mágicas. Mas foi principalmente a partir do Principado que ações foram reiteradamente tomadas contra astrólogos e feiticeiros de maneira geral, como no banimento deles por Agripa em 33 a.C., além de medidas também no reinado de Tibério. Augusto ordenara que todos os livros sobre artes mágicas fossem queimados. Em 16 d.C., outra expulsão de magos ocorreu na Itália, e isso foi reinstaurado por decretos de Vespasiano em 69 e de Domiciano em 89.
A História Natural de Plínio é uma pesquisa volumosa do conhecimento do final da era helenística, baseada, de acordo com o autor, em cerca de uma centena de autoridades anteriores. Este trabalho bastante extenso lida com uma variedade surpreendente de questões: cosmologia, geografia, antropologia, zoologia, botânica, farmacologia, mineralogia, metalurgia e muitos outros. Plínio estava convencido dos poderes de certas ervas ou raízes reveladas à humanidade pelos deuses. Ele argumentou que os poderes divinos em sua preocupação com o bem-estar da humanidade desejam que a humanidade descubra os segredos da natureza. Plínio, de fato, argumenta que, em sua sabedoria, os deuses buscavam aproximar os humanos gradualmente de seu status; o que certamente muitas tradições mágicas procuram – isto é, adquirindo conhecimento, pode-se aspirar a obter conhecimento até mesmo dos deuses. Esse conceito que ele expressa já era enraizado no médio estoicismo – a "simpatia cósmica", que, se devidamente compreendida e usada, opera para o bem da humanidade.:II:62
Embora estejam expressos os princípios centrais da magia, Plínio se mostra avesso a usar o termo "magia" em um sentido negativo. Ele argumenta que as afirmações dos mágicos profissionais eram exageradas ou simplesmente falsas:XXV:59, XXIX:20, XXVII:75 e afirma que aqueles feiticeiros que escreveram seus feitiços e receitas desprezavam e odiavam a humanidade.:XXVII:40 Para mostrar isso, Plínio vincula as artes dos mágicos de Roma com o imperador Nero (que muitas vezes é retratado de forma negativa), o qual Plínio afirma ter estudado magia com os melhores professores e ter tido acesso aos melhores livros, mas não fora capaz de fazer nada de extraordinário.:XXX:5–6

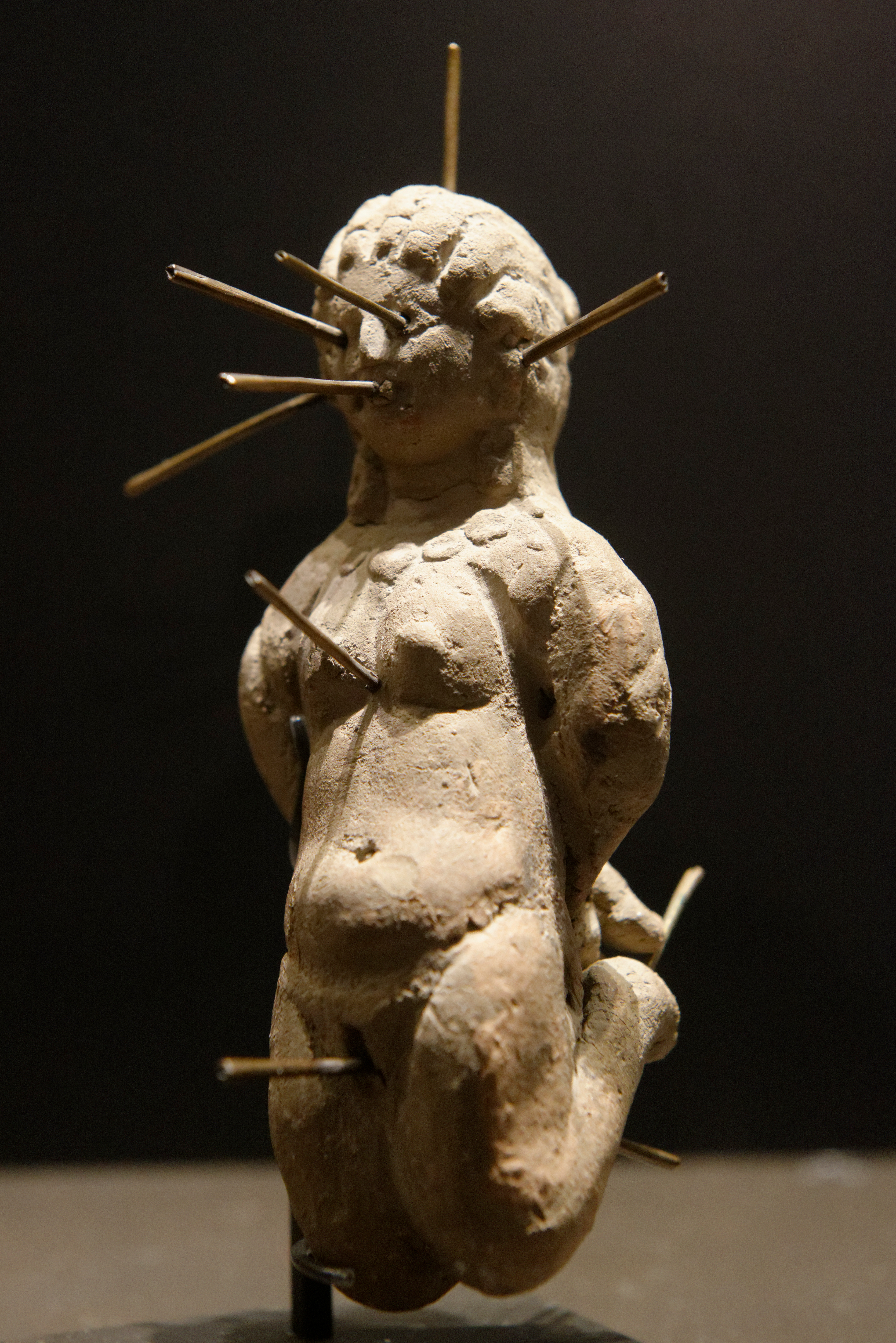
"Boneca vudu" (c. século IV) no Museu do Louvre, chamadas pelos gregos de kolossoi, encontrada no Egito romano junto de uma defixione

A conclusão de Plínio, entretanto, é cautelosa: embora a magia seja ineficaz e infame, ela contém "sombras da verdade", particularmente das "artes de fazer venenos". No entanto, afirma "não há ninguém que não tenha medo de feitiços".:XXVIII:4 Os amuletos e talismãs que as pessoas usavam como uma espécie de medicina preventiva, ele não recomenda nem condena, mas sugere que é melhor errar por precaução, pois, quem sabe, um novo tipo de magia, que realmente funcione, pode ser desenvolvido a qualquer momento.:XXVIII:4
Se tal atitude prevaleceu no mundo greco-romano, isso pode explicar por que mágicos profissionais, como Simão Mago, estavam em busca de novas ideias. Plínio dedica o início do Livro 30 de sua obra aos magos da Pérsia e se refere a eles volta e meia, especialmente nos Livros 28 e 29. Plínio às vezes define os magos como feiticeiros, mas também parece reconhecer que eles são sacerdotes de uma religião estrangeira, na mesma linha dos druidas celtas na Grã-Bretanha e na Gália. De acordo com Plínio, a arte dos magos abrange três áreas: "cura", "ritual" e "astrologia".:XXX:1
Ao filósofo platônico Plutarco (c. 45–125) devemos o tratado Da superstição. Plutarco define "superstição" como "medo dos deuses". Especificamente, ele menciona que o medo dos deuses leva à necessidade de recorrer a ritos e tabus mágicos, à consulta de feiticeiros e bruxas profissionais, amuletos e encantamentos, e à linguagem ininteligível nas orações dirigidas aos deuses.
Embora o próprio Plutarco leve os sonhos e presságios a sério, reserva a superstição para aqueles que têm fé excessiva ou exclusiva em tais fenômenos. Claramente, é uma questão de discriminação. Também considera como garantidas outras práticas mágicas, como ferir alguém com mau-olhado, e acredita em espíritos (daemones) que servem como agentes ou elos entre deuses e seres humanos e são responsáveis por muitos eventos sobrenaturais na vida humana que são comumente atribuídos à intervenção divina. Assim, um espírito, não o próprio Apolo, é para ele o poder diário por trás da Pítia. Alguns espíritos são bons, alguns são maus, mas mesmo os bons, em momentos de raiva, podem cometer atos prejudiciais.

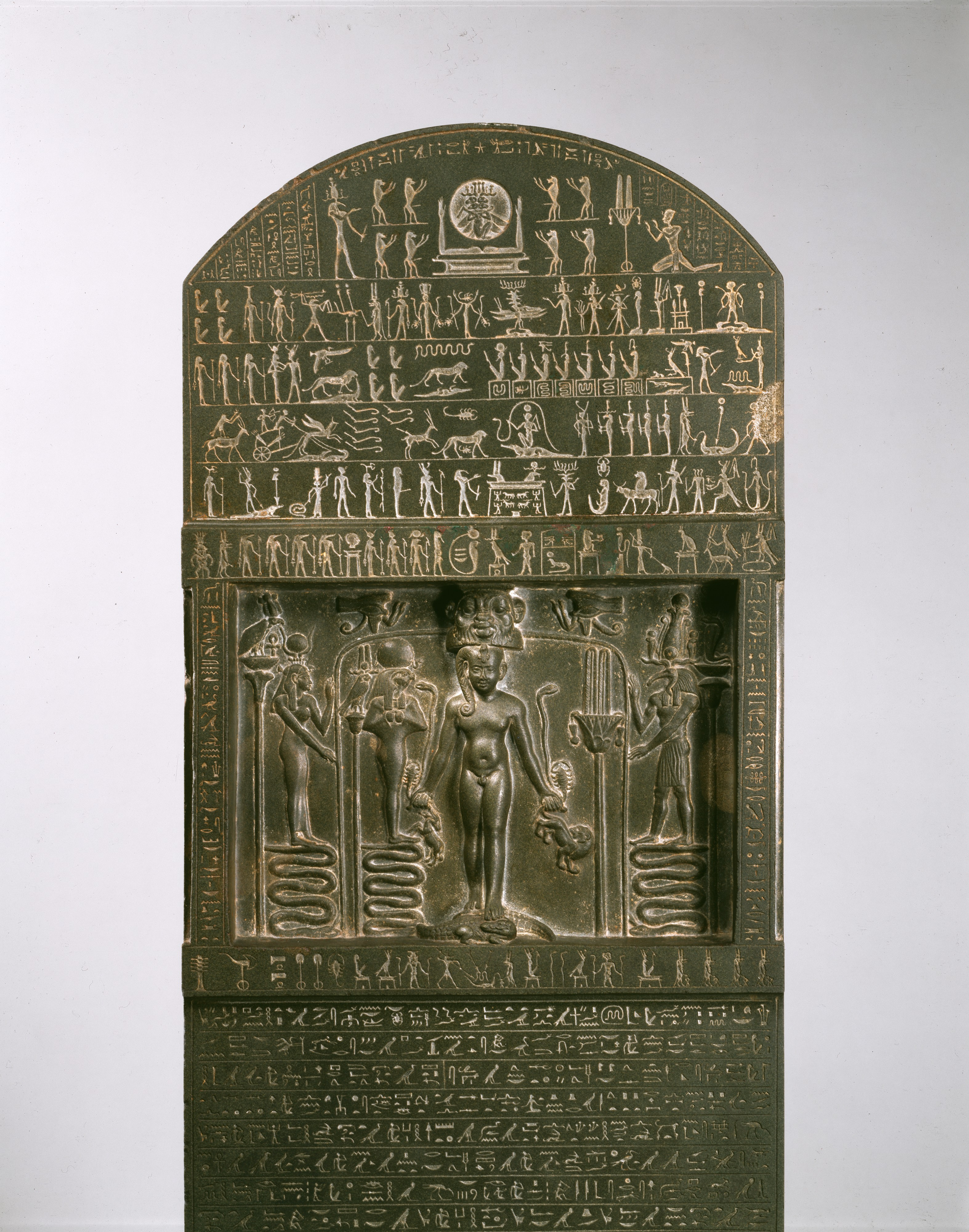
Estela mágica (Cipo de Hórus), Egito, c.

Um platônico posterior, Apuleio (nascido por volta de 125), nos dá uma quantidade substancial de informações sobre as crenças contemporâneas na magia, embora talvez sem escolha inicial de sua preferência. Ele empregou sua fortuna em viagens e foi iniciado nos mistérios de Ísis em Corinto e de Osíris em Roma. Apuleio foi acusado de praticar magia, algo proibido pela lei romana: ele havia se casado com Pudentila, algo que era desaprovado pelos familiares da esposa, pois Apuleio estava em dificuldades financeiras e era 10 anos mais novo que ela; o filho de Pudentila havia morrido, o que logo foi atribuído a um sortilégio do filósofo, e uma carta forjada em nome de Pudentila chamava-o de magos e que a teria enfeitiçado para se apaixonar. Os acusadores imputaram-lhe de magica maleficia e crimen magiae e o caso foi julgado pelo procônsul Cláudio Máximo. Apuleio livrou-se da condenação, o discurso que ele proferiu em sua própria defesa contra a acusação de magia, em c. 160, é restante e é desta Apologia que aprendemos como era fácil, naquela época, para um filósofo ser acusado de práticas mágicas. Talvez por ironia ou mesmo por uma admissão tácita de culpa, Apuleio, em suas Metamorfoses (ou O Asno de Ouro), que possivelmente tem elementos autobiográficos, permite que o herói, Lúcio, se envolva na magia quando jovem, se meta em problemas, seja resgatado pela deusa Ísis, até que então encontra o verdadeiro conhecimento e felicidade em seus mistérios.
Como Plutarco, Apuleio parece dar como certa a existência de demônios. Eles povoam o ar e parecem, de fato, ser formados de ar. Eles experimentam emoções exatamente como os seres humanos e, apesar disso, suas mentes são racionais.
A elite romana era afeita também à comunicação com os mortos e consultava adivinhos até com intuito de necromancia, bem como fazia uso de pessoas tidas como mágicos para conselheiros particulares, como Elimas, citado no livro de Atos. Mas também na cultura popular, práticas ditas mágicas eram utilizadas para o espetáculo, nas performances em público de acrobatas, ilusionistas, engolimento de espada, manipulação de serpentes, realizadas por chamados circulatores, espalhados no Império. Há relatos também que figuram exorcistas errantes judeus e itinerantes egípcios considerados mágicos.

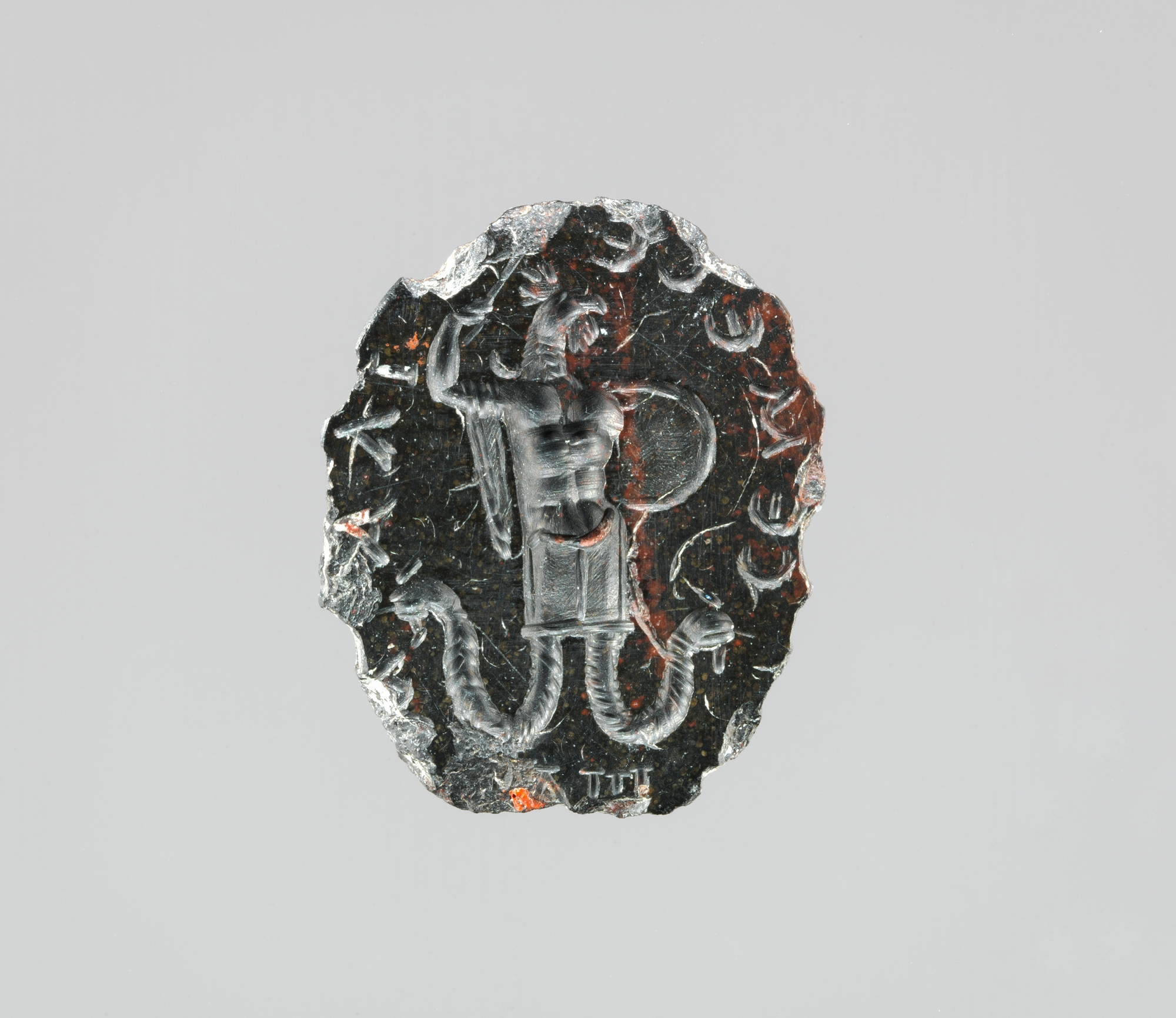
Anguípede com cabeça de galo (século III), gravura romana (intaglio) em jaspe. Pedras de Abraxas continham fórmulas e eram usadas como amuletos ou para magias.

Os egípcios, famosos por sua sabedoria e rituais, receberam atribuições de magia na literatura fictícia dos primeiros séculos do Império, numa época de sincretismo e com uma percepção talvez contribuída também por Alexandria, que era um grande centro cultural, filosófico e religioso. Referências lendárias a eles recorriam na Hermética, em textos oraculares e de adivinhação, bem como nos relatos de taumaturgos itinerantes, que refletiam o imaginário popular de uma primazia antiga do sacerdócio egípcio. À parte disso, evidências sugerem que, de fato, uma classe sacerdotal de especialistas de ritos locais nos templos de cidades egípcias pode ter detido as condições literatas para se produzirem grimórios, pela importância que davam à revelação e seguindo uma linhagem de escrita religiosa típica de sua tradição; isso pode ter contribuído também à difusão da literatura considerada "mágica" aos estrangeiros. Esses sacerdotes doutos inclusive teriam se utilizado de oráculos de dados (cleromancia) em conjunção com bibliomancia, tal como a homeromancia (Homeromanteion, oráculo de Homero), que se utilizava de versos da Ilíada e Odisseia e está relatada nos papiros mágicos gregos e de Oxirrinco. Tais sorteios tinham semelhança a sistemas de adivinhação do I Ching e Ifá e seus textos se proliferaram após o século IV em grego e latim.
Assim também, o oculto foi associado aos gnósticos e a filósofos gregos, como os do pitagorismo. Esse contexto de múltiplas influências constituiu o corpo de textos de conhecimento mágico no Império Romano e viria a incidir em discussões da patrística e no neoplatonismo depois. Um exemplo bem figurativo dessas tendências é visto no Filopseudes de Luciano de Samósata, que relata a história de Arignoto como um sábio pitagórico que teria sido discípulo do egípcio Pancrates—este último nome talvez de uma personalidade existente, citado também no Papiro Mágico Grego IV e por Ateneu, e que teria surpreendido o imperador Adriano ao recitar um poema sobre um feito miraculoso; uma história distorcida pode ter contribuído à sua fama de ter sido um mágico.
Com o cristianismo, a magia era cada vez menos tolerada e isso teve influência sobre a legislação. Após a vinculação da religião cristã ao Estado, a primeira lei contra prática mágica foi em 319, em que o imperador Constantino proibiu a realização de haruspícios privados em casas, permitindo aos adivinhos apenas serviços públicos do rito. A punição previa morte por fogueira contra o harúspice, e despojamento de bens e exílio ao requerente. Posteriormente, Constantino distinguiu entre feitiços úteis, não puníveis, e feitiços antagônicos, e nesses casos incumbia às autoridades romanas decidir quais formas eram aceitáveis ou não. Em 357, Constâncio II emitiu uma decisão que cobria todas as práticas de adivinhação, proibindo qualquer forma de consulta sob pena de execução pela espada: "Caldeus, magi e outras pessoas que são comumente chamadas malefici (feiticeiros), por conta da enormidade dos crimes que cometem". Em 364, um decreto de Valentiniano bania orações funestas, operações mágicas e sacrifícios funerais, sob pena capital. O Estado considerava lícitas as práticas da religião estatal ou suas tradições, e aquelas que não causavam dano alheio, tal como os haruspícios públicos.
Cânones cristãos passaram a condicionar as punições à religião, como em 692 no Concílio de Trullo, que refletia segundo a tradição patrística, além de uma prisão de 6 anos, a excomunhão:
"Aqueles que se entregam aos adivinhos e aos chamados hekatonarchai ou a outras pessoas semelhantes, para que possam aprender deles o que desejam que seja revelado, que caiam sob o Cânon de Seis Anos conforme definido pelos Padres no passado; aqueles que arrastam ursos ou animais desse tipo para diversão e dano de pessoas mais simples devem estar sujeitos à mesma pena, como devem aqueles que proferem fortunas, destinos, horóscopos e toda a multidão de tais absurdos, e como devem os chamados caçadores de nuvens, feiticeiros (goeteutai), fabricantes de amuletos e adivinhos; aqueles que persistem em tais buscas e não as deixam de lado, e que fogem dessas formas de perdição helênica, dizemos que devem ser expulsos da Igreja, assim como os Santos Cânones prescrevem."

## Personagens do Império Romano
Existem vários personagens históricos notáveis do século I que têm muitas das características literárias anteriormente associadas aos "homens divinos" gregos (Orfeu, Pitágoras e Empédocles). Dignos de nota são Jesus de Nazaré, Simão Mago e Apolônio de Tiana. Do ponto de vista de um estranho, Jesus era um típico fazedor de milagres. Ele exorcizou demônios, curou enfermos, fez profecias e ressuscitou mortos. Conforme o cristianismo cresceu e se tornou visto como uma ameaça às tradições religiosas estabelecidas no mundo greco-romano (particularmente para o Império Romano com sua política de adoração ao imperador), Jesus (e por inferência seus seguidores) foram acusados de usarem magia.:38 Certamente, textos cristãos como os Evangelhos contam uma história de vida cheia de características comuns às figuras divinamente tocadas: a origem divina de Jesus, seu nascimento milagroso, e seu enfrentamento de um poderoso demônio (Satanás) sendo apenas alguns exemplos. O evangelho de Mateus afirma que Jesus foi levado ao Egito quando criança, isso foi realmente usado por fontes hostis para explicar seu conhecimento de magia; de acordo com uma história rabínica, ele teria voltado tatuado com feitiços.:93–108 Também é argumentado na tradição rabínica que Jesus era louco, o que era frequentemente associado a pessoas de grande poder (dynamis). Estudiosos como Morton Smith até tentaram argumentar que Jesus era um mágico. Morton Smith, em seu livro Jesus the Magician, aponta que os Evangelhos falam da "descida do espírito", os pagãos da "possessão por um demônio". De acordo com ele, ambas são explicações para fenômenos muito semelhantes. Se assim for, isso mostra a conveniência que o uso do termo "mágica" tinha no Império Romano—em delinear entre o que "eles fazem e o que você faz". No entanto, Barry Crawford, copresidente da Society of Biblical Literature's Consultation on Redescribing Christian Origins, em sua revisão de 1979 do livro afirma que "Smith exibe um conhecimento intrincado dos papiros mágicos, mas sua ignorância da pesquisa atual do Evangelho é abismal", concluindo que a obra possuiria traços de uma teoria da conspiração.
Simão é o nome de um mago mencionado no livro canônico de Atos 8:9 e seguintes, em textos apócrifos e em outros lugares. No livro de Atos, Simão, o Mago, é apresentado como profundamente impressionado pelas curas e exorcismos do apóstolo Pedro e pelo dom do Espírito que veio da imposição de mãos dos apóstolos; portanto, ele "creu e foi batizado". Mas Simão pede aos apóstolos que lhe vendam seu presente especial para que ele também possa praticá-lo. Isso parece representar a atitude de um mágico profissional. Em outras palavras, para Simão, o poder desse novo movimento é um tipo de magia que pode ser adquirida – talvez uma prática comum para mágicos em partes do mundo greco-romano. A resposta dos apóstolos a Simão foi enfática em sua rejeição. A igreja primitiva traçou uma forte linha de demarcação entre o que praticava e as práticas dos usuários de magia. À medida que a igreja continuou a desenvolver essa demarcação, Simão foi submetido a um escrutínio ainda maior em textos cristãos posteriores. O proeminente autor cristão Justino, por exemplo, afirma que Simão era um mago de Samaria e que seus seguidores cometeram a blasfêmia de adorar Simão como Deus.
A terceira figura mágica de interesse no período do Império Romano é Apolônio de Tiana (c. 40 – c. 120).:30–38 Entre 217 e 238, Flávio Filóstrato escreveu sua Vida de Apolônio de Tiana, uma fonte novelística longa, mas não confiável.:12–49, 140–142 Filóstrato era um protegido da imperatriz Júlia Domna, mãe do imperador Caracala. Segundo ele, ela possuía as memórias de um certo Damis, um suposto discípulo de Apolônio, e as deu a Filóstrato como matéria-prima para um tratamento literário. Alguns estudiosos acreditam que as memórias de Damis são uma invenção de Filóstrato, outros acham que foi um livro real forjado por outra pessoa e usado por Filóstrato. A última possibilidade é mais provável. Em qualquer caso, é uma farsa literária.:12–13, 19–49, 141 Da biografia de Filóstrato, Apolônio emerge como um ascético professor viajante. Ele geralmente é rotulado como um novo Pitágoras e, no mínimo, representa a mesma combinação de filósofo e mago que Pitágoras era. De acordo com Filóstrato, Apolônio viajou muito, até a Índia, ensinando ideias razoavelmente consistentes com a doutrina pitagórica tradicional; mas, na verdade, é mais provável que ele nunca tenha deixado o Oriente grego do Império Romano. :19–84 No final da Antiguidade, talismãs supostamente feitos por Apolônio apareceram em várias cidades gregas do Império Romano do Oriente, como se tivessem sido enviados do céu. Eram figuras e colunas mágicas erguidas em locais públicos, destinadas a proteger as cidades de pragas e outras aflições.:99–127, 163–165

## Teurgia

### Alta e baixa magia
Com a elaboração filosófica, principalmente em definições do neoplatonismo, as operações mágicas se enquadraram em duas categorias: teurgia (θεουργία) e goécia (γοητεία). A teurgia, em alguns contextos, parece simplesmente tentar glorificar o tipo de magia que está sendo praticada – normalmente, uma figura sacerdotal respeitável é associada ao ritual.:51 Sobre isso, o estudioso E. R. Dodds afirma:
Proclo grandiloquentemente define a teurgia como 'um poder superior a toda a sabedoria humana, abrangendo as bênçãos da adivinhação, os poderes purificadores da iniciação e, em uma palavra, todas as operações de possessão divina' (Theol. Plat. p. 63). Pode ser descrita mais simplesmente como magia aplicada a um propósito religioso e baseada em uma suposta revelação de um caráter religioso. Enquanto a magia vulgar usava nomes e fórmulas de origem religiosa para fins profanos, a teurgia usava os procedimentos da magia vulgar principalmente para fins religiosos.:291
Em um rito teúrgico típico, o contato com a divindade ocorre através da alma do teurgo ou médium deixando o corpo e ascendendo ao céu, onde a divindade é percebida, ou através da descida da divindade à terra para aparecer ao teurgo em uma visão ou um sonho. No último caso, a divindade é desenhada por "símbolos" apropriados ou fórmulas mágicas.:51 De acordo com o filósofo grego Plotino (205–270), a teurgia tenta trazer todas as coisas no universo em simpatia, e o homem em conexão com todas as coisas por meio das forças que fluem através delas.:52 Theurgia conotava uma forma exaltada de magia, e filósofos interessados em magia adotaram esse termo para se distinguir dos magos ou góētes (γόητες, singular γόης góēs, "feiticeiro, mago")—praticantes de baixa classe. Goetia era um termo depreciativo que denotava baixa mageia, capciosa ou fraudulenta. Goetia é semelhante em sua ambiguidade em relação a charme: significa tanto magia quanto poder para atrair (sexualmente).

### Desenvolvimento
O registro mais antigo conhecido da palavra "teurgia" é traçado ao século II, ou a Nicômaco de Gerasa, ou aos Oráculos Caldaicos. Pselo foi quem mais descreveu as práticas, tais como as em que teurgos usavam iinges e rodopiavam stróphalos/rhombus (bolas douradas com inscrições, amarradas a uma tira de couro), ao mesmo tempo emitindo sons indistintos ou de animais para evocar "espíritos-iinge", que serviam de ponte para entidades superiores ou Ideias; segundo Sinésio, esses espíritos regulavam a harmonia cósmica (sympatheia).
O uso de práticas mágicas foi um divisor de águas aos neoplatônicos iniciais, entre os quais, segundo Damáscio, houve duas atitudes. Jâmblico, ao contrário de seu mestre Plotino, defendia a realização de rituais teúrgicos para atrair as divindades e elevar a alma, não apenas a contemplação através do intelecto. Ele negava que a teurgia fosse feitiçaria (góesis) ou taumaturgia, pois, segundo ele, a teurgia subordinava o homem à vontade dos deuses, não o oposto como em magias coercitivas. Os Oráculos afirmavam que para estar vinculado aos poderes superiores e chegar ao nível divino, o iniciado deveria se assemelhar à natureza deles, por isso tinham de preencher de luz divina a sua alma (pneuma), o que Jâmblico denomina torná-la augoeidēs, "de aspecto semelhante à luz". Era exigido preparo para a realização dessa photagogia e tal etapa seria pré-requisito para se obter contiguidade com Deus (sustasis ou autopsia). Os fragmentos consideravam que uma classe de anjos intermediaria esse processo de iluminação.

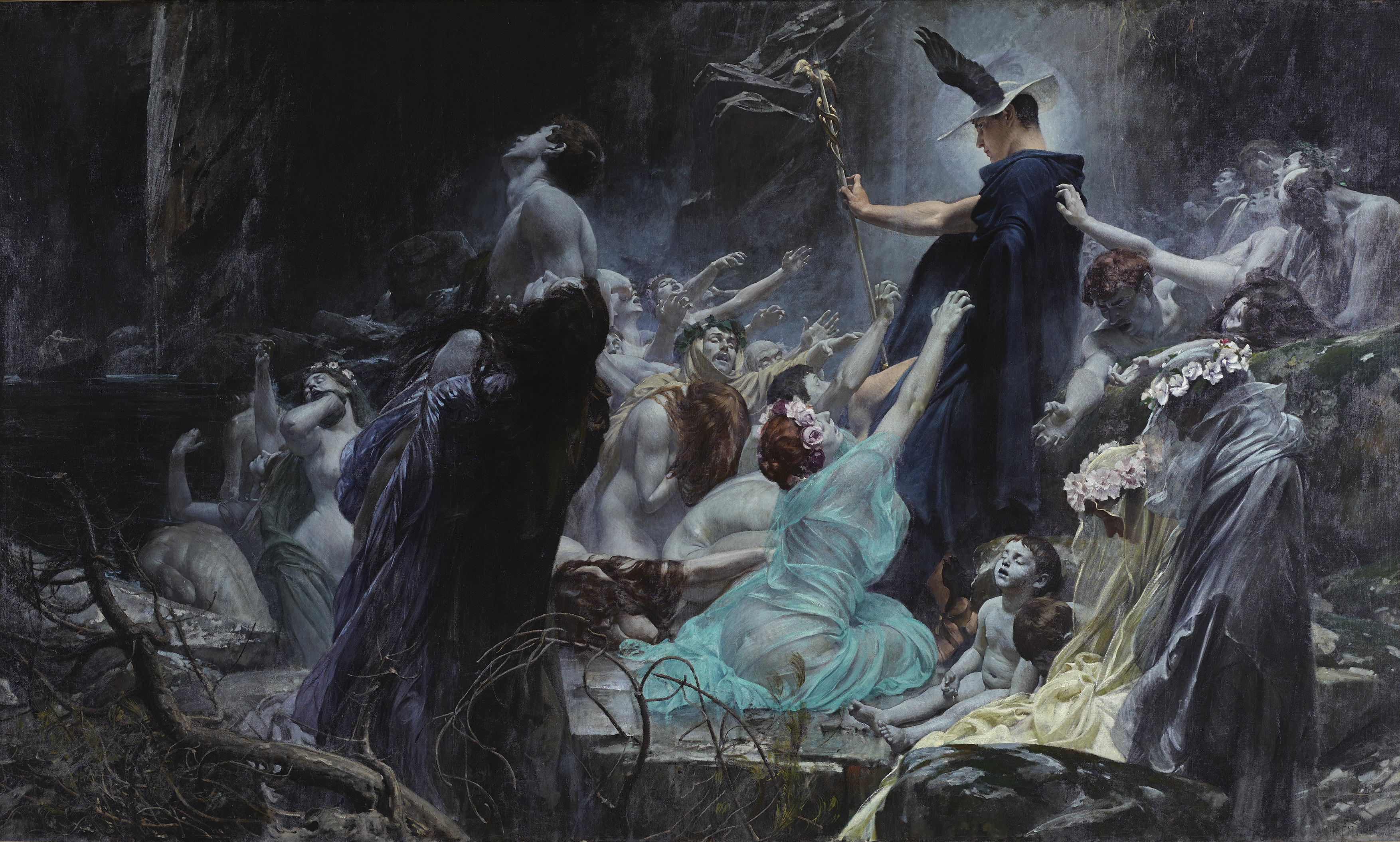
As Almas do Aqueronte (1898), Adolf Hirémy-Hirschl. Hermes com caduceu em destaque. Ele foi sincretizado com Tote nos textos mágicos e astrológicos do hermetismo (analisados também por Jâmblico) como um sábio revelador. Simbolizava a sabedoria e, em seu papel de mensageiro dos deuses, a comunicação com a divindade e os espíritos aos mortais.

Outro prática era a teléstica (telestikē, arte do aperfeiçoamento), que se referia ao aperfeiçoamento da pneuma do teurgo para sua ascensão, mas o termo referiu-se também ao ritual de se criar estátuas telésticas que poderiam receber deuses, nelas habitando pelo princípio da semelhança—com auxílio também de objetos que serviam de symbola para conexão, como minerais, vegetais, animais e outros materiais usados na confecção e misturados internamente, ou ainda gemas gravadas, fórmulas escritas, vogais (escritas ou pronunciados) e nomes "vivificantes". Isso era feito com a finalidade de se obter comunicação entre planos e emitir oráculos. Proclo e o imperador Juliano defendiam essa prática com o raciocínio de que os deuses se manifestariam de forma corpórea para benefício da compreensão dos humanos, pois poderiam assim ser representados na aparência física. Dessa mesma forma, teurgos acreditavam que pessoas preparadas poderiam atuar como "receptoras" (docheús), médiuns ao deus, desde que purificadas e vestidas com eikonosmata, também símbolos em imagens e palavras; Sobre isso, E. R. Dodds nota que relatos de Jâmblico, Porfírio e Proclo guardam semelhanças com sessões mediúnicas do espiritualismo moderno, porém os rituais teúrgicos eram adereçados de símbolos e visavam compelir a incorporação; Jâmblico aponta que operadores impuros ou inexperientes poderiam receber deuses errados ou maus espíritos chamados antítheoi.
O final do ritual teúrgico consistia na anagoge, a ascensão a planos superiores, desde que a pneuma estivesse pura, o que era realizado antes por encantamentos e manipulações de pedras e plantas. A anagoge exigia não só ascensão da alma, mas também agora o intelecto ativo, e era exortada a concentração para essa contemplação.